# 오리건주 상원
오리건주 상원(Oregon State Senate)은 미국 오리건주의 주 전체 입법부의 상원이다. 오리곤주 하원과 함께 오리건주 주의회를 구성한다. 주 상원의원은 30명으로 주 전역의 30개 선거구를 대표하며 각 선거구의 인구는 141,242명이다. 주 상원은 살렘에 있는 오리건주 의사당의 동쪽 건물에서 회의를 개최한다.
오리건주는 애리조나주, 메인주, 뉴햄프셔주, 와이오밍주와 함께 부지사직이 없는 미국 5개 주 중 하나다. 이 입법 기관의 수장이자 동점인 경우 캐스팅 투표권을 행사하는 사람이 된다. 대신, 상원의장이라는 별도의 직위가 주 행정부에서 제거되어 자리를 잡게 되었다. 만약 의회가 동점이라면 국회의원들은 난국을 해결하기 위한 그들만의 방법을 고안해야 한다. 예를 들어, 2003년 제72차 오리건 주의회에서 오리건주 상원의원들은 민주당 상원의원들이 상원 의장을 지명하고 공화당 상원의원들이 주요 위원회의 의장을 맡는 권력 공유 계약을 체결했다.
주 및 준주 입법부의 다른 상원과 미국 상원과 마찬가지로 주 상원은 주 부서, 위원회, 위원회 및 기타 주 정부 기관에 대한 주지사의 임명을 확인하거나 거부할 수 있다.
현재 상원 의장은 레이크 아스위고(Lake Oswego)의 롭 와그너(Rob Wagner)이다.